# Lijst van voetbalinterlands Engeland - IJsland
Deze lijst van voetbalinterlands is een overzicht van alle officiële voetbalwedstrijden tussen de nationale elftallen van Engeland en IJsland. De landen speelden tot op heden acht keer tegen elkaar. De eerste ontmoeting, een vriendschappelijke wedstrijd, werd gespeeld in Reykjavik op 10 mei 1970. Het laatste duel, eveneens een vriendschappelijke wedstrijd, vond plaats op 7 juni 2024 in Londen.

## Wedstrijden
| № | Plaats     | Datum            | Competitie                  | Wedstrijd          | Uitslag |
| - | ---------- | ---------------- | --------------------------- | ------------------ | ------- |
| 1 | Reykjavik  | 10 mei 1970      | Vriendschappelijk           | IJsland − Engeland | 1 − 1   |
| 2 | Reykjavik  | 2 juni 1982      | Vriendschappelijk           | IJsland – Engeland | 1 – 1   |
| 3 | Reykjavik  | 19 mei 1989      | Vriendschappelijk           | IJsland − Engeland | 0 − 2   |
| 4 | Manchester | 5 juni 2004      | Vriendschappelijk           | Engeland – IJsland | 6 – 1   |
| 5 | Nice       | 27 juni 2016     | EK 2016                     | Engeland – IJsland | 1 – 2   |
| 6 | Reykjavik  | 5 september 2020 | UEFA Nations League 2020/21 | IJsland − Engeland | 0 − 1   |
| 7 | Londen     | 18 november 2020 | UEFA Nations League 2020/21 | Engeland − IJsland | 4 − 0   |
| 8 | Londen     | 7 juni 2024      | Vriendschappelijk           | Engeland − IJsland | 0 − 1   |

## Samenvatting
| Competitie          | Totaal gespeeld | Winst Engeland | Gelijk | Winst IJsland | Doelsaldo Engeland – IJsland |
| ------------------- | --------------- | -------------- | ------ | ------------- | ---------------------------- |
| EK-eindronde        | 1               | 0              | 0      | 1             | 1 − 2                        |
| UEFA Nations League | 2               | 2              | 0      | 0             | 5 − 0                        |
| Vriendschappelijk   | 5               | 2              | 2      | 1             | 10 − 4                       |
| Totaal              | 8               | 4              | 2      | 2             | 16 − 6                       |

Wedstrijden bepaald door strafschoppen worden, in lijn met de FIFA, als een gelijkspel gerekend.

## Details

### Tweede ontmoeting
| Vriendschappelijk (scheidsrechter Ib Nielsen, Laugardalsvöllur (Reykjavík), 2 juni 1982): |              | |
| IJsland | 1 – 1        | Engeland |
| Arnór Guðjohnsen 23' | goals        | 69' Paul Goddard |
| Jóhannes Atlason | bondscoach   | Ron Greenwood |
| Guðmundur Baldursson Örn Óskarsson Sævar Jónsson Marteinn Geirsson Trausti Haraldsson Karl Þórðarson Janus Guðlaugsson Atli Eðvaldsson Arnór Guðjohnsen 82' Lárus Guðmundsson Teitur Þórðarson | opstellingen | Joseph Corrigan Viv Anderson David Watson Russell Osman Phil Neal Terry McDermott Glenn Hoddle 81' Alan Devonshire Peter Withe 40' Cyrille Regis Tony Morley |
| Arnór Guðjohnsen 82' | wissels      | 40' Cyrille Regis 81' Steve Perryman |
| - Debuut van Steve Perryman (Tottenham Hotspur FC) en Paul Goddard (West Ham United FC) voor Engeland (voor beide de enige interland).                                                         |              | |

### Vierde ontmoeting
| Vriendschappelijk (scheidsrechter Jan Wegereef, City of Manchester Stadium (Manchester), 5 juni 2004):                                                                                            |              | |
| Engeland | 6 – 1        | IJsland |
| Frank Lampard 25' Wayne Rooney 27' Wayne Rooney 38' Darius Vassell 57' Wayne Bridge 68' Darius Vassell 77'                                                                                        | goals        | 42' Heiðar Helguson |
| Ron Greenwood | bondscoach   | Jóhannes Atlason |
| Paul Robinson 62' Gary Neville 46' Ashley Cole 46' Steven Gerrard 46' Jamie Carragher 85' Sol Campbell 46' David Beckham 46' Paul Scholes 46' Wayne Rooney 46' Michael Owen 46' Frank Lampard 46' | opstellingen | Árni Arason Ívar Ingimarsson 78' Indriði Sigurðsson 86' Heiðar Helguson Hermann Hreiðarsson Arnar Grétarsson Eiður Guðjohnsen 69' Helgi Sigurðsson 78' Þórður Guðjónsson 46' Pétur Marteinsson 87' Joey Guðjónsson |
| Joe Cole 46' Nicky Butt 46' Kieron Dyer 46' Jermain Defoe 85' Ledley King 46' Owen Hargreaves 46' Wayne Bridge 46' Phil Neville 46' Emile Heskey 46' Darius Vassell 46'                           | wissels      | 46' Kristján Sigurðsson 69' Bjarni Guðjónsson 78' Hjálmar Jónsson 78' Jóhann Guðmundsson 86' Tryggvi Guðmundsson 87' Auðun Helgason                                                                                |

FA · A-internationals · Selecties · Bondscoaches · Engels vrouwenelftal · Brits olympisch elftal · Engeland -21 · Engeland -20 · Engeland -19 · Engeland -18 · Engeland -17 · Engeland -16 · Vrouwen -17
1872 – 1899 ·
1900 – 1919 ·
1920 – 1929 ·
1930 – 1939 ·
1940 – 1949 ·
1950 – 1959 ·
1960 – 1969 ·
1970 – 1979 ·
1980 – 1989 ·
1990 – 1999 ·
2000 – 2009 ·
2010 – 2019 ·
2020 − 2029
EK's: 1968 ·
1980 ·
1988 ·
1992 ·
1996 ·
2000 ·
2004 ·
2012 · 
2016 · 
2020 · 
2024
WK's: 1950 ·
1954 ·
1958 ·
1962 ·
1966 ·
1970 ·
1982 ·
1986 ·
1990 ·
1998 ·
2002 ·
2006 ·
2010 ·
2014 ·
2018 · 
2022
Albanië ·
Algerije ·
Andorra ·
Argentinië ·
Australië ·
Azerbeidzjan ·
België ·
Bosnië en Herzegovina ·
Brazilië ·
Bulgarije ·
Canada ·
Chili ·
China ·
Colombia ·
Costa Rica ·
Cyprus ·
Denemarken ·
DDR · 
Duitsland ·
Ecuador ·
Egypte ·
Estland ·
Finland ·
Frankrijk ·
Georgië ·
Ghana ·
GOS ·
Griekenland ·
Honduras ·
Hongarije ·
Ierland ·
IJsland · 
Iran ·
Israël ·
Italië ·
Ivoorkust ·
Jamaica ·
Japan ·
Joegoslavië ·
Kameroen ·
Kazachstan ·
Koeweit ·
Kosovo ·
Kroatië ·
Liechtenstein ·
Litouwen ·
Luxemburg ·
Maleisië ·
Malta ·
Marokko ·
Mexico ·
Moldavië ·
Montenegro ·
Nederland ·
Nieuw-Zeeland ·
Nigeria ·
Noord-Ierland ·
Noord-Macedonië ·
Noorwegen ·
Oekraïne ·
Oostenrijk ·
Panama · 
Paraguay ·
Peru · 
Polen ·
Portugal ·
Roemenië ·
Rusland ·
San Marino · 
Saoedi-Arabië ·
Schotland ·
Senegal ·
Servië ·
Servië en Montenegro · 
Slovenië ·
Slowakije ·
Sovjet-Unie ·
Spanje ·
Trinidad en Tobago ·
Tsjechië ·
Tsjecho-Slowakije ·
Tunesië ·
Turkije ·
Uruguay ·
Verenigde Staten ·
Wales ·
Wit-Rusland ·
Zuid-Afrika ·
Zuid-Korea ·
Zweden ·
Zwitserland
Algerije (2010) · 
Argentinië (1986) · 
Argentinië (1998) · 
Argentinië (2002) · 
België (1990) · 
België (2018, 1) · 
België (2018, 2) · 
Brazilië (2002) · 
Colombia (1998) ·
Colombia (2018) ·
Costa Rica (2014) ·
Denemarken (2002) ·
Denemarken (2021) · 
Duitsland (2000) ·
Duitsland (2010) ·
Duitsland (2021) ·
Ecuador (2006) ·
Egypte (1990) ·
Frankrijk (1982) ·
Frankrijk (2012) ·
Frankrijk (2022) ·
Ierland (1990) · 
IJsland (2016) ·
Italië (1990) · 
Italië (2012) · 
Italië (2014) · 
Italië (2021) · 
Kameroen (1990) · 
Koeweit (1982) · 
Kroatië (2018) ·
Kroatië (2021) · 
Marokko (1986) · 
Nederland (1990) · 
Nigeria (2002) · 
Oekraïne (2012) · 
Oekraïne (2021) ·
Panama (2018) · 
Paraguay (1986) · 
Paraguay (2006) · 
Polen (1986) · 
Portugal (1986) · 
Portugal (2000) · 
Portugal (2006) · 
Roemenië (1998) ·
Roemenië (2000) ·
Rusland (2016) ·
Schotland (2021) ·
Senegal (2022) ·
Slovenië (2010) ·
Slowakije (2016) ·
Spanje (1982) ·
Spanje (2024) ·
Trinidad en Tobago (2006) ·
Tsjechië (2021) ·
Tsjecho-Slowakije (1982) ·
Tunesië (1998) ·
Tunesië (2018) ·
Uruguay (2014) ·
Verenigde Staten (2010) ·
Wales (2016) · 
West-Duitsland (1966) ·
West-Duitsland (1982) ·
West-Duitsland (1990) ·
Zweden (2002) ·
Zweden (2006) · 
Zweden (2012)
KSÍ · A-internationals · Bondscoaches · Statistieken · IJslands vrouwenelftal · Olympisch elftal · IJsland U21 · IJsland U20 · IJsland U19 · IJsland U18 · IJsland U17 · IJsland U16 · Vrouwen U17
1946 – 1949 · 1950 – 1959 · 1960 – 1969 · 1970 – 1979 · 1980 – 1989 · 1990 – 1999 · 2000 – 2009 · 2010 – 2019 · 2020 − 2029
EK 2016
WK 2018
1946 · 1947 · 1948 · 1949 · 1950 · 1951 · 1952 · 1953 · 1954 · 1955 · 1956 · 1957 · 1958 · 1959 · 1960 · 1961 · 1962 · 1963 · 1964 · 1965 · 1966 · 1967 · 1968 · 1969 · 1970 · 1971 · 1972 · 1973 · 1974 · 1975 · 1976 · 1977 · 1978 · 1979 · 1980 · 1981 · 1982 · 1983 · 1984 · 1985 · 1986 · 1987 · 1988 · 1989 · 1990 · 1991 · 1992 · 1993 · 1994 · 1995 · 1996 · 1997 · 1998 · 1999 · 2000 · 2001 · 2002 · 2003 · 2004 · 2005 · 2006 · 2007 · 2008 · 2009 · 2010 · 2011 · 2012 · 2013 · 2014 · 2015 · 2016 · 2017 · 2018 · 2019 · 2020 · 2021 · 2022 · 2023 · 2024
Albanië ·
Andorra ·
Argentinië ·
Armenië ·
Azerbeidzjan ·
Bahrein ·
België ·
Bermuda ·
Bolivia ·
Bosnië en Herzegovina ·
Brazilië ·
Bulgarije ·
Canada ·
Chili ·
China ·
Cyprus ·
Denemarken ·
DDR ·
Duitsland ·
El Salvador ·
Engeland ·
Estland ·
Faeröer ·
Finland ·
Frankrijk ·
Georgië ·
Ghana ·
Griekenland ·
Guatemala ·
Honduras ·
Hongarije ·
Ierland ·
India ·
Iran ·
Israël ·
Italië ·
Japan ·
Kazachstan ·
Koeweit ·
Kosovo ·
Kroatië ·
Letland ·
Liechtenstein ·
Litouwen ·
Luxemburg ·
Malta ·
Mexico ·
Moldavië ·
Montenegro ·
Nederland ·
Nigeria ·
Noord-Ierland ·
Noord-Macedonië ·
Noorwegen ·
Oeganda ·
Oekraïne ·
Oostenrijk ·
Peru · 
Polen ·
Portugal ·
Qatar ·
Roemenië ·
Rusland ·
San Marino ·
Saoedi-Arabië ·
Schotland ·
Slovenië ·
Slowakije ·
Sovjet-Unie ·
Spanje ·
Trinidad en Tobago ·
Tsjechië ·
Tsjecho-Slowakije ·
Tunesië ·
Turkije ·
Venezuela ·
Verenigde Arabische Emiraten ·
Verenigde Staten ·
Wales ·
Wit-Rusland ·
Zuid-Afrika ·
Zuid-Korea ·
Zweden ·
Zwitserland
Argentinië (2018) ·
Engeland (2016) · 
Hongarije (2016) ·
Kroatië (2018) ·
Nigeria (2018) · 
Portugal (2016)